# Gilbert Insall
Gilbert Stuart Martin Insall, né le 14 mai 1894 à Paris et mort le 17 février 1972, est récipiendaire de la croix militaire et de la croix de Victoria, la plus haute et la plus prestigieuse pour bravoure face à l'ennemi qui peut être décernée aux forces britanniques et du Commonwealth.

## Service pendant la Première Guerre mondiale
Gilbert Insall a été nommé sous-lieutenant (en probation) dans le Royal Flying Corps le 14 mars 1915, pendant la Première Guerre mondiale.